# Risque pandémique lié à la grippe aviaire
 (septembre 2012).
 (mai 2020).
Si vous disposez d'ouvrages ou d'articles de référence ou si vous connaissez des sites web de qualité traitant du thème abordé ici, merci de compléter l'article en donnant les références utiles à sa vérifiabilité et en les liant à la section « Notes et références ».

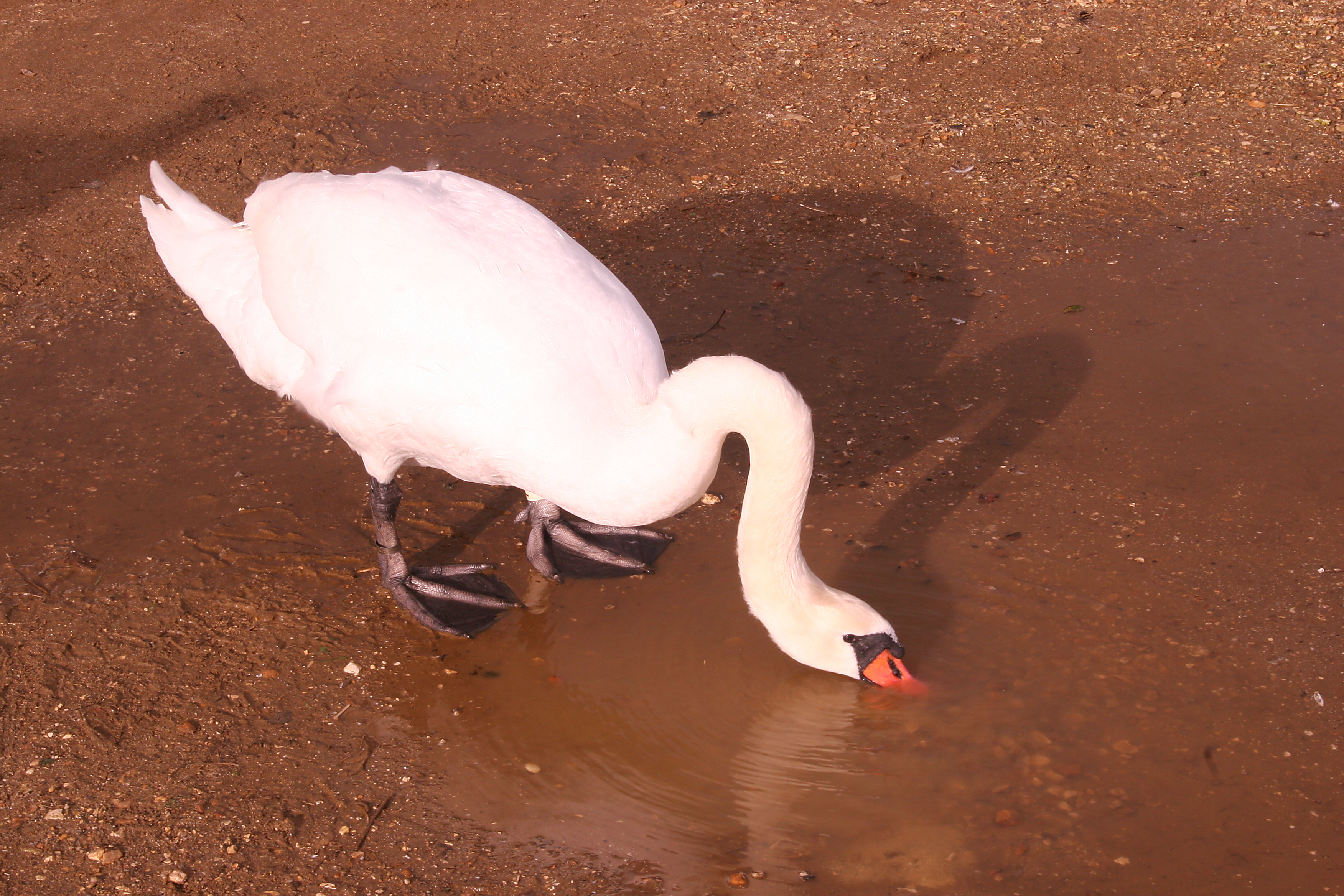
Le virus grippal est présent dans les fientes d'oiseaux et peut survivre un certain temps dans l'eau

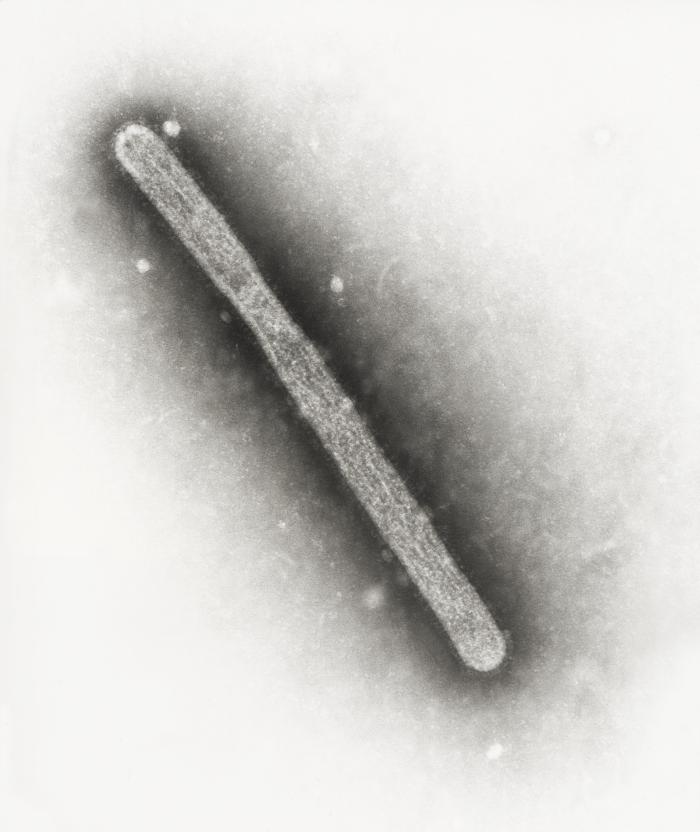
Un virus qui mute facilement et souvent, présente un risque accru

Les facteurs de risques pour l'extension de la grippe aviaire sont nombreux. Certains peuvent encore être inconnus. Le risque pandémique est le risque que survienne une pandémie. Il est d'abord lié à l'apparition d'un virus aux caractéristiques intrinsèques particulières.
Il existe au moins trois facteurs de risque pandémique, intrinsèques aux virus, ici rappelés pour mémoire :
1. Nouveauté du virus (l'homme et/ou d'autres espèces n'ont pas encore d'anticorps protecteurs contre lui, et aucun vaccin ne peut être disponible à court terme) ;
2. Sa virulence (ce qui rend la maladie grave ; le fait que de nombreuses personnes soient malades, dont chez les soignants étant en soi un facteur aggravant de risque) ;
3. sa contagiosité (incluant d’éventuelles contagions animal-homme et homme-animal).

Il existe donc une graduation du risque : un virus de la grippe saisonnière risque peu de provoquer une pandémie, alors qu’un virus de type H5N1, s’il devenait contagieux d’homme à homme, ou très transmissible dans une relation animal-homme-animal, sans perdre beaucoup de sa virulence présenterait un risque maximal.
Chaque facteur de risque est ici un élément susceptible de favoriser ou une pandémie, soit parce qu’il peut favoriser la diffusion épidémique d’un virus pandémique, soit par ce qu’il pourrait favorise l’acquisition de caractéristiques pandémiques chez un virus qui ne les possédait pas (mi 2006, le H5N1 reste toujours difficilement contagieux).
Les facteurs listés ci-dessous sont contextuels, c’est-à-dire qu'ils ne dépendent pas du virus lui-même, mais du contexte local et global, qui peut renforcer la propension du H5N1 (ou d'un autre candidat-virus à une pandémie) à se développer, à circuler, à muter, à infecter, à ne pas être rapidement détecté ou traité, etc. Ils ne sont pas limitatifs

## Facteurs de risque

### Facteur Humain/environnemental

#### Facteur humain
Ces risques sont liés aux comportements des décideurs, des entreprises, des industries pharmaceutiques, des gestionnaires de crise, des services publics, du public ou encore de la Bourse ou de la Finance, qui sont relativement imprévisibles, mais décisifs.
Chez l’homme, pour la grippe saisonnière, la transmission interhumaine reste la règle. Ce n'est que récemment que l'on a pris conscience du rôle fréquent du personnel soignant comme vecteur du virus. Or, ce personnel reste paradoxalement très peu vacciné et plusieurs études ont montré que les règles élémentaires d'hygiène, telles que le lavage des mains ne sont pas toujours respectées.

#### Facteur environnemental
Ces risques sont liés à l'environnement naturel (aléas pas, peu, difficilement ou coûteusement prévisibles, dont météorologique) ou artificialisé, et aux modes de gestion et d'aménagement du territoire et de l'économie. Il est scientifiquement relaté dès 1890 pour l'aspect saisonniers, maintenant reliés au « pic d'incidence saisonnier » (variable dans ses dates de début et de fin). Le facteur météorologique reste mal compris.
Selon une analyse des données annuelles de surveillance sérologique de l'ensemble des fermes avicoles néerlandaises disponibles pour 2007–2013 (aux Pays bas chaque exploitation avicole est testée 1 à 4 fois par an pour la grippe aviaire), le risque d'introduction d'un virus de grippe aviaire faiblement pathogène dans les élevages de dinde et de canard augmente quand un élevage est proche d'une voies d'eau de taille moyenne de zones argileuses et humides et de zones riches en oiseaux sauvages (plus encore si les volailles sont élevées en plein air).
Selon une étude de 2010, les poules semblent moins sensibles à ce risque quand il n'y a pas dans le même élevage des Anseriformes (canard, oies et oiseaux de gibier) alors que la présence de Galliformes semble présenter moins de risque. Ces études ne portent que sur les virus faiblement pathogènes.

#### Autres facteurs de risque
Ils sont notamment liés à l'état général de développement des pays où le virus risque périodiquement d'émerger, en particulier pour l'Afrique qui cumule : mal-développement, conflits militaires ou interethnique, déficit d'infrastructures et d'expertises avec en particulier un manque criant d'infrastructures vétérinaires ou d'abattage, de veille et contrôle sanitaire et vétérinaire… Bien que ces pays soient pauvres, des élevages industriels et artisanaux y importent des poussins de 1 jour, en appauvrissant la biodiversité des souches locales de volailles (et au risque d’importer le virus). Les mauvais médicaments ou mauvais ou faux vaccins y circulent également.
De plus comme en Grande-Bretagne à l'époque de l'ESB, dans certains pays pauvres (Nigeria, Sierra Leone, etc.) on a assisté à une privatisation des filières vétérinaires ce qui ne les incite ni à faire du contrôle, ni à faire de la recherche proactive, ni à travailler sur des objets « non rentables ».
La méconnaissance du risque ou le refus de le prendre en compte conduisent à des comportements dangereux. Des oiseaux morts par dizaines ont été jetés dans les fleuves, le trafic d’oiseau, ou les combats de coqs ont déjà montré leur capacité à transporter le virus. Dans plusieurs cas impliquant des morts humaines, on avait donné aux chiens ou aux chats la viande des poulets brutalement morts avec les symptômes de la grippe aviaire. Or ces animaux sont encore consommés, dont en Corée du Sud où a démarré l'épidémie en 2003, et où deux nouveaux foyers ont été déclarés en novembre 2006, mais aussi dans de nombreux autres pays, dont en France, au moins dans les territoires d'outremer. Des soupes au sang cru de canard étaient encore consommées en zone à risque en Asie du Sud-Est en 2006. Le nombre élevé de cas chez les femmes montre aussi que la préparation de la nourriture (plumage et vidage des volailles) est un facteur de risque supplémentaire.

### Facteurs immédiat/à long terme

#### Facteurs de risque immédiat
Ils sont liés :
1. À des facteurs directement associés aux propriétés intrinsèques du pathotype ou des sous-types concernés. Il faut se rappeler que le virus pandémique pourra être un variant du H5N1 ou un tout autre sous-type émergeant d'une recombinaison génétique, voire le résultat d'une mutation d'un autre sous-type grippal (ce qui depuis 2005 semble de moins en moins probable étant donné que les souches de H5N1 en Asie tendent à remplacer celles d'autres sous-types sur son aire de répartition.
Un calcul de risque fait par l'épidémiologiste britannique Ferguson (revue Science, 14 mai 2004), estimait en 2004 qu’il faudrait 600 cas humains pour que la probabilité d'apparition d'un H5N1 adapté à l'homme atteigne 50 %, mais outre qu'il ne s'agit que d'une probabilité mathématique, un certain nombre de morts ou de malades de grippe aviaire à H5N1 HP n'ont probablement pas été identifiés en Asie (Indonésie en particulier) ; soit qu'il s'agisse de cas asymptomatiques soit qu'ils aient échappé aux épidémiologistes parce que confondus avec des morts par autres maladies. De plus cette évaluation théorique du risque n'intègre pas le risque de recombinaison génétique entre deux sous-types viraux dans un creuset animal, qui pourrait même maintenant être le chat puis qu'il s'est expérimentalement montré sensible à un virus de la grippe saisonnière, et qu'expérimentalement et dans la nature il s'est montré sensible au H5N1, avec capacité de guérison spontanée (voir Le chat et la grippe, la grippe du chien). Il faut reconnaitre que l'évaluation mathématique du risque est aujourd'hui impossible faute de connaissances écoépidémiologiques suffisantes et étant donné le nombre des variables, humaines notamment ;
2. À des prédispositions génétique des malades. Il semble que certains gènes humains prédisposent à l'infection par le H5N1 HP, et peut-être à une réaction plus violente au virus. Une étude[3] a porté sur les 261 premiers cas humains confirmés à partir de décembre 2003. L'OMS a reconnu parmi eux 36 clusters (cas groupés) familiaux documentés (1,2). Chaque cluster réunissait de 2 à 8 personnes infectées. Seuls 4 clusters étaient composés de 2 personnes non génétiquement apparentées (mari et femme) ;
3. À la stratégie de détection et de lutte contre une pandémie / manque de vaccin, faible réactivité, préparation insuffisante, manque d'antiviraux et monothérapie (un seul médicament, pour un virus qui a la réputation de muter facilement) ;
4. Aux réactions locales et globales, individuelles et collectives de l'humanité face à la zoonose et au début d'épidémie humaine s'il se développe ;
5. Et à de probables facteurs inconnus ou mal compris (ex. : réservoir ou vecteur animal non repéré ou sous-estimé chez d'autres espèces que l'oiseau, sous-estimation du risque lié aux transports…).

Le premier risque est celui du contact avec le virus et de l'infection.
Dans le cas de la grippe, la contamination d'homme à l'homme est réputée se faire essentiellement par voie aérienne (et éventuelle par voie fécale et orale, potentiellement si le variant pandémique infecte l'intestin).
Le risque induit par la présence de H5N1 dans les selles humaines ne semble pas clairement mesuré début 2006, mais le modèle animal incite à ne pas le sous-estimer.
Face aux gouttelettes respiratoires émises lors des accès de toux, la distance de sécurité de 2 mètres est habituellement jugée suffisante.
Le virus peut être transmis par les mains des malades et des fomites (surfaces lisses, objets, mobiliers, vêtements…).
Selon le Conseil supérieur d'hygiène publique de France (CSHPF), les critères de risque majeur d'exposition sont :
- proximité de moins de 2 m d'une personne malade ;
- densité de personnes dans ce rayon de proximité ;
- proportion de personnes infectées ou d'agents infectieux dans ce rayon de proximité ;
- confinement ;
- absence de remplacement (turn-over) des personnes dans ce rayon.

Les facteurs réputés favorisants seraient :
- atmosphère humide ;
- température basse (En Asie et en Afrique, le virus a pourtant sévi en zone très chaude).

#### Facteurs contextuels de long et moyen terme
Ce sont des facteurs politiques, psycho-religieux, humains et socio-environnementaux sur lesquels on ne peut agir immédiatement ni facilement, mais à prendre en compte dans les stratégies de lutte et de modélisation.
- Certains sont liés à l'environnement naturel (aléas pas, peu, difficilement ou coûteusement prévisibles, dont météorologiques) ou à l'environnement artificialisé, et aux modes de gestion et d'aménagement du territoire et de l'économie. Le facteur météo est cité depuis longtemps (comme on a voulu voir des conjonctions avec la lune ou la position des étoiles). Il est scientifiquement relaté dès 1890 pour l'aspect saisonnier, maintenant relié au « pic d'incidence saisonnier » d'ailleurs assez variable dans ses dates de début et de fin. L'influence des conditions météorologiques reste mal comprise.
- D'autres seront liés aux comportements humains des décideurs, des entreprises, des industries pharmaceutiques, des gestionnaires de crise, des services publics, des entreprises, du public ou encore de la Bourse ou de la finance, qui sont relativement imprévisibles, mais décisifs. La corruption, la volonté de cacher un problème pour ne pas faire peur ou pour préserver l'image en sont des exemples.
 La transmission interhumaine reste la règle et ce n'est que récemment qu'on a pris conscience du rôle fréquent du personnel soignant comme vecteur du virus. Or, ce personnel reste paradoxalement très peu vacciné et plusieurs études ont montré que les règles élémentaires d'hygiène, telles que le lavage des mains ne sont pas toujours respectées. (La grippe est déjà contagieuse un à deux jours avant l'apparition des symptômes, à la différence du SRAS qui ne l'est qu'après).
- D'autres facteurs enfin sont liés à l'état général de développement des pays où le virus risque d'émerger, en particulier pour l'Afrique qui cumule : pauvreté et mal-développement, inégalités d'accès aux soins et à la culture sanitaire, conflits militaires ou interethnique, déficit d'infrastructures sanitaires et vétérinaires, déficit d'expertises, et poids de la dette. L'OMS, la FAO et l'OIE sont depuis l'apparition du H5N1 particulièrement préoccupées par le manque criant d'infrastructures vétérinaires ou d'abattage, de veille et contrôle sanitaire et vétérinaire. 
De plus comme la Grande-Bretagne à l'époque de l'ESB, certains pays pauvres (Nigeria, Sierra Leone…) sont passés à un système de privatisation de toute leur filière agro-vétérinaire. Un tel système freine fortement le contrôle, la recherche proactive, le travail sur des objets « non rentables » et le partage gratuit des données (quand il y en a).

## En Europe
Selon un rapport de l'Autorité européenne de sécurité des aliments (AESA) (2017), les introductions passées de virus grippaux hautement pathogènes dans l'UE se sont principalement faits via des oiseaux sauvages en migration. Selon un modèle mathématique récent, l'amplification et la propagation du virus se font quand des populations d'oiseaux sauvages de taille suffisante sont infectées dans l'UE. Les virus faiblement pathogènes ont une prévalence maximale similaires chez les oiseaux sauvages, mais le risque qu'ils infectent la volaille a été estimée moindre que pour les variants hautement pathogènes. Quelques voies d'oiseaux non sauvages sont identifiées comme source de risque non négligeable d'introduction de grippe aviaire.
Le niveau (taux) de contagion dans un élevage semble plus élevé pour les virus hautement pathogènes que pour ceux qui le sont faiblement.
« Il est démontré que - rarement - des foyers hautement pathogènes sont dus à une mutation intrinsèque du virus (devenu plus pathogène) mais les connaissances actuelles ne permettent pas de prédire si et quand cela pourrait se produire ». La surveillance passive des gallinacés par notification des cas cliniquement suspects de maladie/mortalité est la méthode actuellement la plus efficace pour précocement détecter les flambées de virus hautement pathogènes. La surveillance passive des ansériformes doit aussi être accompagnée d'une surveillance sérologique et/ou d'un programme de surveillance virologique des oiseaux trouvés morts (échantillonnage en seau).
La sérosurveillance ne permet pas l'alerte précoce des flambées faiblement pathogènes des exploitations individuelles, mais peut aider à repérer les grappes d'exploitations alors infectées. La surveillance passive d'oiseaux sauvages semble appropriée pour suivre les grippes hautement pathogènes quand elles sont associées à des mortalités mais peu efficace pour les virus faiblement pathogènes (ou en cas de porteurs sains).
Des mesures de biosécurité spécifiques, si elles sont bien mises en œuvre réduisent le risque d'entrées de vecteurs de virus dans une exploitation avicole.
Le rapport précise que le rôle précis des flux de poussins, de véhicules ou matériels ou matières contaminées doit encore être précisé pour une évaluation plus complète des risques.

## Le temps joue-t-il vraiment pour nous?
Le facteur temps intervient aussi de plusieurs manières. Statistiquement et de manière générale, la probabilité (risque) qu'une pandémie apparaisse est faible pour le court terme, mais élevé à long terme (il y a en moyenne deux à quatre pandémies grippales par siècle).
Quand un virus pandémique apparaît, le facteur temps devient critique, car la réaction doit être très rapide pour bloquer un début d’épidémie due à un virus très contagieux, et si les premiers foyers ne peuvent être contenus, il faut développer au plus vite un vaccin.
Si le virus H5N1 devait devenir pandémique, on espère qu'il mettra au moins 6 à 9 mois pour devenir très contagieux pour l'homme, ce qui donnerait du temps à la recherche de vaccins et médicaments. Cependant, dans le même temps, le virus aura probablement touché de nombreux autres oiseaux sauvages ou volaille ou d'autres espèces (mammifères) et peut-être d'autres régions d'élevages en y développant un réservoir. Il augmenterait alors ses chances de recombinaison ou mutation, ainsi que son pouvoir de diffusion dans l'espace et dans le temps, rendant son suivi et la lutte plus difficile que lorsqu'il était confiné à l'Asie du Sud-est…
Certains s'inquiètent moins dans les pays riches non asiatiques au motif que ces virus touchent habituellement plutôt l'Asie. Si statistiquement parlant, sur 100 terriens, 59 sont asiatiques, 14 africains, 14 américains et 13 seulement européens, il faut néanmoins savoir que si le virus s'étend chez l'homme en Asie, son réservoir sera gigantesque et il aurait finalement plus de chances de muter et provoquer des variants résistants que dans une région moins peuplée. C'est déjà en Asie qu'on connaît la plus grande fréquence de résistance des virus grippaux (saisonniers) aux antiviraux (dont au Japon, pour le Tamiflu).
En cas d'épidémie, il faut agir vite. De ce point de vue, les risques liés au H5N1 ne peuvent en aucun cas être comparés à ceux qui ont caractérisé l'émergence du SRAS. Le SRAS a été remarquablement rapidement jugulé. Il a constitué un bon exercice d'alerte sanitaire mondiale, mais à la différence de la grippe aviaire, un patient atteint de SRAS n'est contagieux qu'à partir du moment où les symptômes apparaissent, ce qui a beaucoup facilité la détection des malades et a permis de contrôler assez facilement l'épidémie en isolant et soignant ces malades.
La grippe est contagieuse 1 à 2 jours avant les symptômes.
L'ONU a produit le 31 août 2005 un communiqué d'alerte relayant celui de la FAO : « État d'alerte et mesures préventives sont indispensables dans les pays situés le long des voies migratoires. » Si les oiseaux migrateurs ne semblent pas finalement présenter les plus grands risques, les évènements de fin 2005, début 2006 ont donné raison à l'ONU qui craignait une extension géographique de l'épidémie. Mi-2006 si les foyers semblent les uns après les autres contrôlés (avec des moyens lourds), le virus touche néanmoins un nombre croissant de pays et un troisième clade est apparu, avec un variant indonésien très dur, qu'on n'a pas trouvé chez les animaux, et qui est suspecté d'être impliqué dans plusieurs cas possibles de transmission interhumaine.

### Rapidité et fiabilité insuffisante de la détection
Outre qu'on manque dans certains pays de personnes formées à l'épidémiologie humaine et vétérinaire, le H5N1 pourrait muter si vite qu’on pourrait ne plus le dépister efficacement. Le Pr Prasert Auewarakul, chargé du monitoring du H5N1 HP en Thaïlande au Siriraj Hospital medical school alertait sur ce point le 22 août 2006 : l’identification des mutations virales et la mise en place des mesures contre une pandémie doivent se faire en quelques jours au plus et non en semaines. Or, le virus peut muter soudainement pour devenir pandémique, et en 2006, malgré d'importants progrès le monitoring reste trop lent et incertain : une pandémie pourrait débuter avant que nous ne nous en soyons rendu compte.
- De plus, l’échantillonnage est incomplet (Il y a peu d'études sérologiques, de nombreux morts suspects n'ont pas fait l'objet d'analyse, et beaucoup de cas pourraient ne pas avoir été détectés).
- Certains variants récents du H5N1récents pourraient ne pas être détectés par les tests.
- La vaccination des volailles peut cacher des foyers
- La recherche de mutations n’a pas même été faite pour tous les cas humains confirmés.
- On ne sait donc pas avec certitude si le virus a évolué de manière alarmante ou non, même si d’après ce qui a été étudié, on n’observe pas à ce jour de changement crucial.
- Le Prof. Prasert Auewarakul travaille aussi avec le National Centre for Genetic Engineering and Biotechnology (Biotec) à la recherche de souches vaccinales adaptées au nouveau variant du H5N1 trouvé en juillet 2006 dans la région de Nakhon Phanom (virus jamais vu en Thaïlande, semblant proche du virus circulant en Chine méridionale). Ce variant diffère des virus précédents mais ne semble pas plus dangereux pour l’homme.
- De plus, détecter ne suffit pas : Une fois une souche vaccinale sélectionnée et préparée, il faut encore produire le vaccin en quantité suffisante, ce que de nombreux pays, dont la Thaïlande ne peuvent pas encore faire.

Source principale : journal thaïlandais Nation.
Enfin, le H5N1 ne doit pas faire oublier d’autres maladies émergentes (Chicungunya) ou réemergentes Maladie de Chaga : 50 000 morts/an, tuberculose, etc), ou pandémies (VIH/SIDA) croissante de l'environnement, en particulier de l'air et des fleuves, par des agents mutagènes ou facteurs de déficience immunitaire, ce qui pourrait être favorable au développement d'épidémies.

## Aspects pharmaceutiques: un seul antiviral, moyennement efficace, et en quantité insuffisante

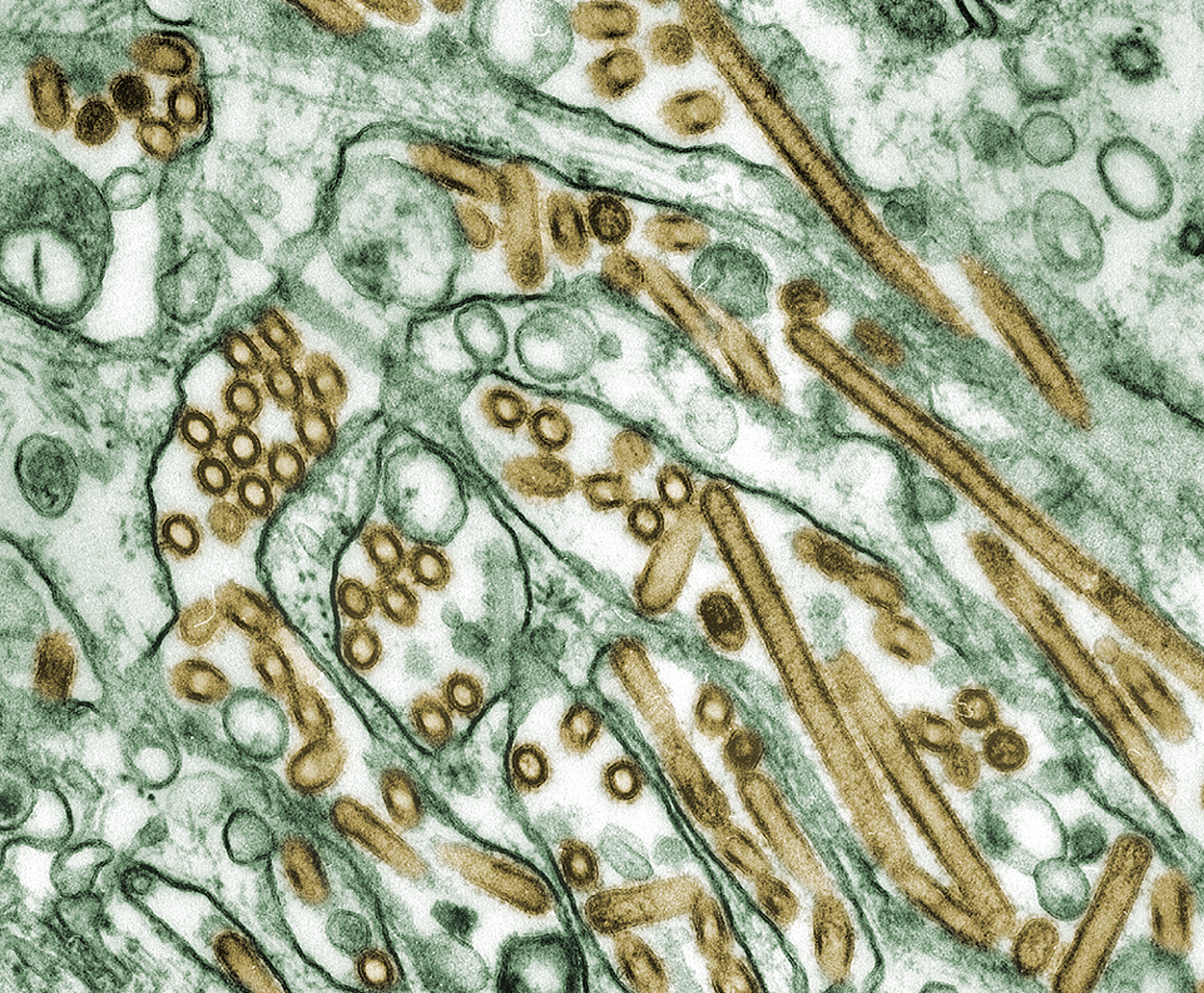
Infection par le virus de la grippe A de variant H5N1 (en doré) de cellules modèles épithéliales canines (en vert). Image par microscopie électronique en transmission. Bien que le virus H5N1 infecte rarement l’être humain, des cas sont rapportés depuis 1997, forçant les autorités sanitaires à une surveillance rapprochée des cas d'infections confirmés chez l'homme.

L'INVS, mi-2005 alertait déjà sur le manque d'antiviraux :
Rappel : En 1918-19, il y a eu environ un milliard de malades (avec symptomatologie grippale, mais bien plus ont été en contact avec le virus). Certains quartiers ou villages européens furent touchés à 100 %. Et dans un cas (Canada / à vérifier) tous les habitants du village sont morts.
Si la grippe touchait un quart des Français, il faudrait 132 millions de doses d'oseltamivir (tamiflu) pour espérer réduire la mortalité de 32 %. Or, fin 2005, on n'aura que 13,8 millions de traitements (soit 138 millions de doses), donc rien pour la prévention. De plus, on a vu en Asie que pour plus d'efficacité la dose de tamiflu et/ou la durée du traitement devaient peut-être être augmentées.
Or, pour enrayer une pandémie produite par un virus très pathogène et très contagieux, il faut un grand nombre d’individus immédiatement opérationnels dont médecins, soignants, pompiers, secteur de la production d'électricité/nucléaire, sécurité civile, forces de l'ordre, services publics (dont transports, communications) et secteurs industriels indispensables (soit environ 3,645 millions de personnes en France).
Sans prévention, 22 % de ces personnes exposées sur le front de la lutte contre le virus pourraient être malades et 6 400 pourraient décéder rapidement selon l'INVS en 2005. Pour les traiter préventivement, il faudrait 510 millions de doses de tamiflu.
Le Professeur François Bricaire (Pitié-Salpêtrière) estimait en 2005 qu'il faudrait au moins trois fois plus de comprimés que ce qui est prévu.
Le laboratoire Roche, seul fabricant de tamiflu jusqu'en 2005 a augmenté sa production, mais cet antiviral manquera à l'échelle mondiale et une haute efficacité de ce produit n'est pas garantie.
Si la pandémie émerge et s'étend avant mi-2006, les antiviraux traiteront au mieux 10 % de la population et essentiellement dans les pays riches, alors qu'il faudrait selon les modélisateurs en traiter au moins 20 %, dans des délais très brefs et à la source des foyers de pandémie qui risquent de s'étendre dans les pays pauvres.

### Une variante du virus résiste déjà au tamiflu
30 septembre 2005 : selon des chercheurs de Hong Kong, une souche du virus H5N1 apparue en 2005 dans le nord du Viêt Nam résiste déjà à l'oseltamivir (le principe actif du Tamiflu).
Le Pr. William Chui, (service de pharmacologie de l'hôpital Queen Mary) estime que l'industrie pharmaceutique devrait développer une version plus efficaces du Relenza, autre médicament antiviral connu pour son efficacité contre le H5N1.

### Risques de «surprescription»
En 2007, des chercheurs suédois ont suggéré que trop prescrire de Tamiflu pourrait être dangereux. Ils ont en effet montré qu'un pourcentage significatif de l'oseltamivir ingéré est éliminé via l'urine ou les excréments dans les réseaux d'assainissement et non-dégradé par les stations d'épuration. Dans certains pays (ex. : Japon), où le tamiflu est déjà très utilisé, les taux susceptibles d'être présents dans les égouts et eaux des milieux naturels ne sont plus négligeables selon les chercheurs. Des virus grippaux excrétés par des animaux ou des humains grippés, et éliminés dans les eaux de surface en aval des stations d'épuration, en contact avec le tamiflu pourraient muter et contribuer au développement de résistances à l'oseltamivir. Roche estime de son côté qu'une telle résistance est improbable.

## Nouveaux facteurs de risque
Par rapport aux pandémies précédentes, la médecine et les services d'urgence ont beaucoup progressé, mais il nous faut aujourd'hui affronter de nouveaux facteurs.

### Mondialisation
Exemple d'effet de la globalisation de l'élevage : De la même manière que les agriculteurs sont devenus dépendants de quelques semenciers, l'aviculture et tous les accouveurs de la planète deviennent de plus en plus dépendants de quelques grands producteurs de poussins ou canetons d'un jour. Ce système de production centralisée et hyper sélective contribue à gravement affaiblir la biodiversité, augmenter le risque de diffusion/contagion, notamment parce que contribuant à une extraordinaire régression de la diversité génétique qui était l'une des barrières naturelles limitant le risque de zoonoses

### Accélération spectaculaire des flux de pathogènes
Par avion, un virus très contagieux peut aujourd'hui se répandre sur tout ou partie de la planète en quelques semaines, voire en quelques jours ou quelques heures là où il a fallu autrefois plusieurs années à la peste pour ravager l'Europe.
Avec le SRAS et la grippe, le dépistage (screening) des voyageurs à leur arrivée dans les aéroports serait sans effet, selon une étude de l'Agence de Protection de la Santé du R-U. (24 septembre 2005).
Des chercheurs ont estimé la part des passagers porteurs d'une infection latente et qui présenteraient les premiers symptômes au cours d'un trajet aérien vers le Royaume-Uni : pour le SRAS, l'incubation était trop longue pour permettre que plus d'une petite proportion des personnes infectées développe les symptômes durant un vol : 0,3 % pour les vols européens et jusqu'à 21 % pour les très longs courriers venant d'Asie du Sud-est. la longue période d'incubation du SRAS, et le fait que la grippe soit contagieuse avant expression des symptômes – font que seul un petit nombre de cas seulement seraient découverts avec le dépistage.
La proportion des personnes infectées qui développerait les symptômes durant un trajet serait inférieure à 10 %, quelle que soit la durée des trajets. On peut envisager la mise en quarantaine systématique des passagers exposés dès la détection d'un cas suspect, mais la sensibilité d'un dépistage à l'aéroport restera faible (BMJ Online First bmj.com) Et un passager peut être contagieux pour la grippe deux jours avant l'expression des symptômes (British Medical Journal).

### Démographie
Depuis 1919 la planète a connu une explosion démographique et un fort regroupement des populations en réseaux de conurbations (d’où une promiscuité urbaine décuplée).
La population mondiale (6,8 milliards actuellement) grandit rapidement (environ 76 millions d'individus de plus en 2005).
En 2050, l'ONU prévoit 2,5 milliards d'habitants de plus, soit un chiffre égal à l'ensemble de la population mondiale en 1950. 96 % de cette augmentation se fera dans les pays en développement… Ceux dont la population est jeune (en raison d'une fécondité élevée dans le récent passé) continueront de voir leur population grandir durant des décennies, même si les familles peu nombreuses y sont la norme. Le nombre des adolescents (10 à 19 ans) est de 1,2 milliard, soit le chiffre le plus élevé jamais enregistré.
Dans les pays les plus pauvres, la fécondité et la mortalité restent élevées, avec un accès difficile à planification familiale. La transition vers des familles moins nombreuses ne fait que commencer. Les 49 pays les moins avancés verront leur population grandir de 228 %, passant à 1,7 milliard en 2050 selon l'ONU 

### Augmentation du tourisme de masse, et du transport routier, aéroporté et mondialisé
Le tourisme est souvent massif sur les axes de migration des oiseaux, littoraux, lacs, fleuves…
Le 11 septembre n'a pas comme certains le craignaient freiné le transport aérien : 800 millions d'arrivées internationales ont été enregistrées dans le monde en 2005 selon L'OMT (Organisation mondiale du tourisme) et les prospectivistes annoncent une hausse continue, hormis si la grippe aviaire se transformait en pandémie.
Par exemple, le Canada a connu quelques zoonoses grippales, et le SRAS. On y est coutumier de l'avion, pour les vols intérieurs, mais aussi extérieurs : Avec au 3e trimestre 2005, 1,46 million de voyages vers des pays hors États-Unis, les Canadiens ont augmenté de 8,2 % le nombre de voyages par rapport à 2004. Neuf des dix principales destinations étaient en Europe. Les voyages vers l'Asie ont décru de 20 % (cf. grippe aviaire). Les voyages du Canada vers les États-Unis ont connu une hausse de 9 % (4,80 millions de visites) en 2005 et 1,72 million de voyageurs sont venus d'outre-mer au Canada (soit + 5,8 % en écart annuel).

### Interférences avec des rassemblements/flux humains
Les rassemblements, propices à la contagion, sont considérés comme un des premiers facteurs de risque d'épidémie. À partir de quand faut-il les restreindre préventivement ?
Par exemple, la préparation de la fête du Têt au Viêt Nam a coïncidé avec les 2 pics de cas humains en 2004 et 2005. En 2006, le pic n'a pas été constaté, probablement au moins en partie grâce aux efforts de la population et à la sensibilisation qui a précédé les préparatifs de la fête.
Alors que l'Indonésie peinait à limiter ses foyers et que de nouveaux cas aviaires et humains étaient y signalés en février 2006, une polémique sur les représentations du prophète a conduit des dizaines de milliers de musulmans indonésiens à manifester dans les rues vendredi 10 février 2006. Il en a été de même au Pakistan, au Bangladesh, en Inde, au Sri Lanka qui sont également des zones potentiellement concernées par la grippe aviaire.
Alors qu'en février 2005 l'Italie annonce des cas aviaires suspects, des millions de français se précipitaient sur les routes des sports d'hiver, et de nombreux autres préparent des vacances de printemps en Italie. Que se passerait-il si un début de pandémie coïncidait dans un pays riche avec un jour de départ ou de retour de vacance ? C'est durant les vacances de février que dans l'Ain, en France, le premier canard mort du H5N1, puis le premier élevage (de dinde, à 37 km de Lyon), en pleine préparation du Salon de l'Agriculture (25 février au 5 mars 2006).
Des milliers de pèlerins catholiques et de touristes préparaient leur voyage à Rome à Pâques alors qu'on découvrait les premiers cas aviaires dans le sud de l'Italie et en Grèce… Certains pays (Djibouti par exemple) préparent les pèlerins musulmans en partance pour la Mecque à ce risque. Environ 2 millions de personnes venues des cinq continents font ce pèlerinage chaque année.
En fin de la seconde semaine du mois de mars 2006, alors que la grippe saisonnière bat son plein, et que le virus H5N1 est présent dans plusieurs départements, quarante cinq universités françaises étaient bloquées par les étudiants qui manifestent contre le CPE (contrat premier emploi). ils ont aussi les jours précédents manifesté par milliers dans la rue. Ils se réunissent par centaines ou milliers en assemblées générales dans des amphithéâtre bondés… et risquent d’être exposés aux gaz lacrymogènes susceptibles de fragiliser leurs poumons face à d’éventuelles infections. Comme en 1968 (année de Pandémie), et pour la 1re fois depuis cette date, la Sorbonne était occupée par des étudiants, et encerclée de CRS.
Les cas de rassemblement autour d'animaux migrateurs jugés à risque se posent (ex : lâchers de pigeons lors d'une fête, ou concours rassemblant des spectateurs) ; mi-juillet 2007, la Fédération colombophile française (FCF) menace l’État français d’un « recours auprès des instances juridiques compétentes » et d’organiser des lâchers illégaux délivrés par la fédération, sous contrôle d’un agent « assermenté » avec des « permis de lâchers » illégaux pour protester contre le fait qu’en Allemagne les pigeons voyageurs peuvent encore voler alors que les courses de pigeon sont interdites en France (après la découverte de 3 cygnes morts du H5N1 en Moselle. La fédération estime que le pigeon voyageur ne pose pas de risque et argue du fait que des pigeons d’origine belges ou néerlandaise traversent régulièrement la France.
Les flux de réfugiés diminuent, mais ceux de déplacés a encore augmenté selon le HCR (Haut Commissariat de l'ONU pour les réfugiés). Le Nombre de réfugié aurait chuté de 12,1 millions en 2001 à 9,5 millions en 2004, puis à 8,4 millions en 2005, niveau le plus bas depuis 26 ans. mais le nombre de déplacés internes a augmenté, et le chiffre global de personnes assistées par le HCR a augmenté de 1,3 million à la création du HCR, à de 19,5 puis 20,8 millions. À titre d'exemple, au 22 juin 2006, environ1 300 réfugiés somaliens venaient de fuir au Kenya en raison de la sécheresse et de combats à Mogadiscio (capitale) et à Jowhar (S-W) selon le HCR, contre 64 la semaine précédente. Au même moment, 213 000 réfugiés soudanais du Darfour survivent dans une douzaine de camps administrés par le HCR le long de la frontière avec le Soudan, alors que selon le HCR, « les attaques janjawid contre les Tchadiens semblent devenir plus systématiques ». Environ 50 000 déplacées circulent dans l'est du Tchad, fuyant leurs maisons depuis quelques mois après une douzaine d'attaques par les janjawid, les milices arabes qui attaquent les populations africaines du Darfour.

### Fréquence et vitesse accrues des transports et voyages locaux et internationaux

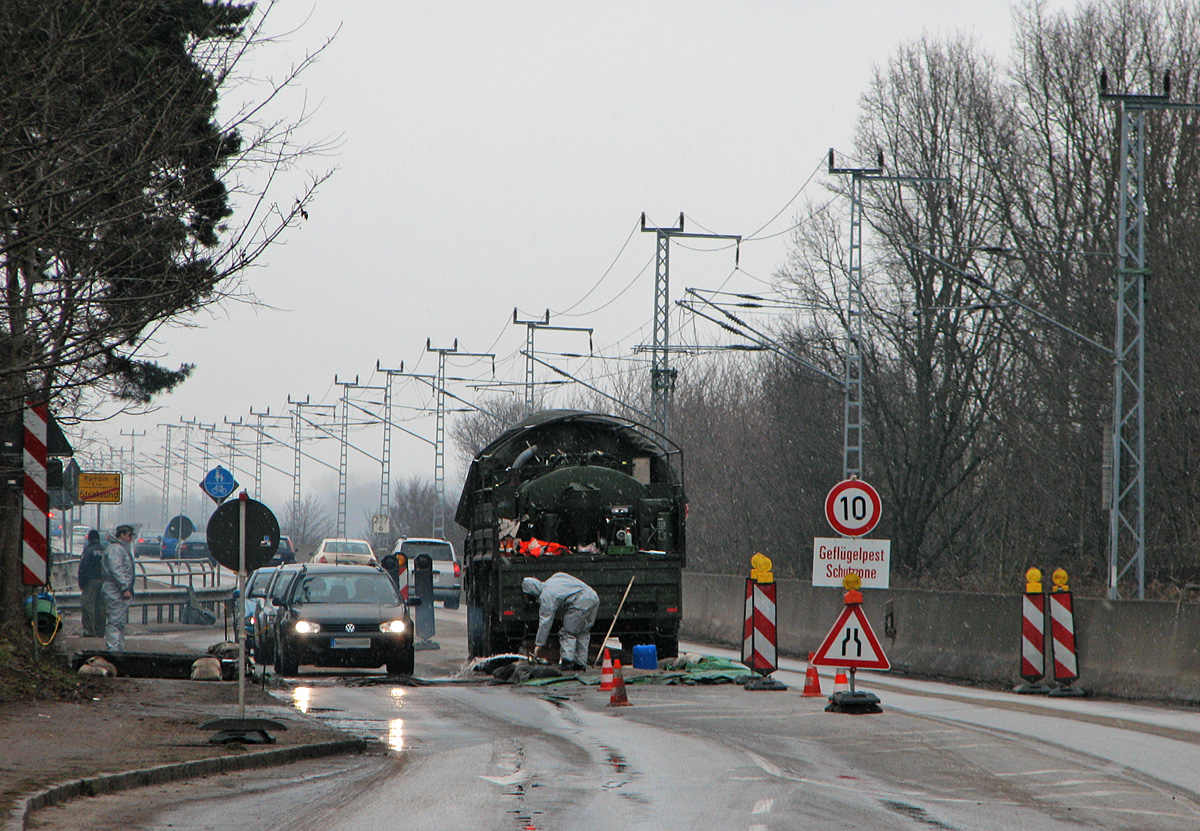
Nos sociétés sont mal préparées à la désinfection d'un grand nombre de véhicules. De nombreux rotoluves ne tiennent que quelques heures lorsqu'utilisés pour des véhicules lourds

On connaît depuis longtemps, mais mal le lien entre le voyage et les épidémies.
Concernant la grippe saisonnière humaine, selon le réseau GROG, la grippe A (H3N2) a été active dans l'hémisphère sud l'été 2003 : plusieurs pays signalent une circulation grippale plus ou moins intense : En Nouvelle-Calédonie, une circulation de grippe B limitée, mais intense était signalée en mai 2005. Début juillet 2005, la Nouvelle-Zélande rapportait une épidémie assez précoce, mais d'ampleur habituelle, touchant tout particulièrement enfants et adolescents. À Maurice, en juin 2005, on recensait au mois 10 000 cas de grippe. Les premiers cas de grippe signalés à l'automne surviennent souvent chez des personnes de retour d'un voyage lointain.

### Freins à la détection des premiers cas et au nécessaire screening
Les cas doivent être repérés, isolés et soignés au plus vite. C'est pourquoi tout migrant, réfugié, sans-papier ou sans domicile fixe présentant des symptômes grippaux — qu'il soit en situation régulière ou non — devrait se voir au moins proposer la possibilité de réaliser immédiatement un bilan de santé, au moins relatif à la grippe ou aux maladies contagieuses (gratuit si la personne n'est pas en état de payer).
Cependant :
1. Dans les pays pauvres ces personnes ne peuvent pas être suivies, sauf cas particulier, avec l'aide d'ONG ou du HCR de l'ONU ;
2. Dans les pays riches, les étrangers ne sont pas toujours facilement accueillis dans les réseaux de soins.

Par exemple, la politique de la France à leur égard s'est durcie : les sans-papier ou clandestins ne peuvent plus être pris en charge gratuitement et/ou anonymement. Ils tardent à consulter par peur d'être reconduits à la frontière. Et ceux qui les aident, notamment en les hébergeant sont considérés comme étant dans l'illégalité. Le Pr François Bricaire, expert reconnu de la grippe et du risque pandémique a ainsi vu en 2005 une partie de son service autoritairement fermé, c'était celui qui accueillait notamment les patients pauvres ne pouvant payer leurs soins.

### Respect des abattages
Les vétérinaires ont retenu de l'histoire des zoonoses que l'abattage sanitaire était in fine la mesure la moins coûteuse et la plus efficace pour bloquer une épidémie dans un foyer, s'il est pratiqué précocement dans le foyer et autour.
Cela est-il vrai dans les pays pauvres ?. Certains propriétaires de volaille y refusent de soumettre toutes leurs volailles ou coqs de combat à l'abattage sanitaire, soit qu'ils ne croient pas en la réalité du risque, soit qu'ils veulent sauver des lignées parfois rare ou devenue rare, soit en raison d'une indemnisation insuffisante ou nulle.
Par exemple et bien que le virus H5N1 persiste en Indonésie depuis 3 ans et alors que ce pays abrite maintenant le plus grand nombre de malade et de morts, et alors même qu'un nouveau variant semble apparu dans ce pays, en août 2006, des fermiers ou éleveurs s'opposent encore parfois vivement à ce qu'on tue leur volaille dont la perte est insuffisamment compensée. Un poulet adulte se vend 35 000 roupies à Jakarta, mais il n'est indemnisé que 10 000 à 12 500 par le gouvernement, et avec un certain délai, dans un pays où le mauvais salaire des fonctionnaires incite par ailleurs à la corruption. Le gouvernement dit n'avoir pas reçu les aides internationales promises à la conférence de Pékin. De plus, il ne dispose pas d’assez de vaccins pour vacciner les volailles de toutes les zones touchées.
C'est pourquoi les Agences de l'ONU insistent tant sur l'importance d'aider les premiers pays touchés à indemniser les éleveurs.
Un autre risque, pour les petites paysans est que ces derniers remplacent leurs volailles abattues par des souches industrielles productives, mais fragiles et moins diversifiées génétiquement, c’est-à-dire susceptibles de propager plus rapidement une zoonose.

### Respect des quarantaines (médicales)
Ne serait-ce que parce que la population mondiale a triplé, et que l'on peut manquer de lieux capables d'héberger correctement, par exemple les passagers de plusieurs avions, le respect des quarantaines pourrait être plus difficile qu'en 1918 (période de guerre). 
La coopération volontaire des patients malades est-elle par ailleurs garantie ?
Par exemple, au CHU de Nice en 2003, un patient français suspecté d'être atteint de SRAS, très indiscipliné, déambulait dans l'hôpital malgré les consignes, alors qu'il était hospitalisé pour 4 jours au retour de Hongkong. Il mettait ainsi en danger la santé des autres malades et des soignants. Qu'en serait-il dans un contexte pandémique ou l'hôpital risque d'être surchargé alors que les malades affluent.
Plus récemment des patients suspectés de grippe se sont simplement enfuis de l'hôpital. Heureusement dans ces 2 cas, il ne s'agissait que de fausses alertes. En Indonésie en aout 2006, un père est venu retirer de l'Hôpital son fils gravement malade d'une grippe aviaire, pour le soigner à la maison avec des médecines traditionnelles et des prières. Dans ce cas il a guéri et le virus était encore très peu contagieux, mais c'est un risque supplémentaire qui a été pris.

### Accélération générale des flux et trafics d'animaux
Ceci concerne les animaux de rente agricole, mais aussi les animaux d'élevage, de compagnie, gibier, et issus du braconnage ou du trafic…) et aussi les matières à risque spécifique d'origine animale. Les modes de transport sont surtout l'avion, la route, le train, le bateau mais aussi la bicyclette dans certains pays…).
Aujourd'hui, les animaux d'élevages vivent moins longtemps, mais sont souvent déplacés d'une unité spécialisée dans les naissances (l'éclosion des œufs/couveuses artificielles pour vente de poussins ou canetons d’un jour), à une autre, consacrée à l'engraissement. Les transferts se font parfois d'une région à l'autre voire d'un pays à l'autre, augmentant le risque de circulation brutale de nouveaux pathogènes, éventuellement déjà résistants aux antibiotiques ou médicaments disponibles.
- Des coqs de combats sont importés d’Asie à fins de croisements dans les Hauts-de-France, où une dérogation permet la persistance des combats de coqs, ainsi que dans certaines régions et collectivités d'outre-mer où ces combats sont pratiqués.
- La Douane belge de l'aéroport de Bruxelles (Belgique) a détecté en octobre 2004 deux aigles asiatique (Spizaetus nipalensis), qui ont fait le voyage en cabine, bâillonnés et enfermé dans deux tubes en vannage, illégalement importés par un passager venant de Thaïlande qui les a emmené en bagage à main. Les deux rapaces étaient porteurs d’un virus IA H5N1 HP associé dans un cas à une entérite et dans l’autre une pneumopathie[10].
- Peu après en octobre 2005, c’est un lot de canaris provenant apparemment de Taiwan qui sont morts en quarantaine, porteurs du virus H5N1 au Royaume-Uni. Taïwan n’ayant alors été officiellement touché que par un virus IAHP H5N2, ces oiseaux venaient-ils d’ailleurs ? Ou ont-ils été contaminés sur place ? et dans ce cas par un virus venant d’où ? Les autorités n’ont pas répondu à ces questions, mais les grandes ONG environnementalistes dont le WWF ont depuis longtemps dénoncé l’importance du trafic d'animaux et ses risques.

- L'Autorité européenne de sécurité des aliments (AESA) dans un communiqué du 16 février 2006 juge « impossible » d'arrêter toute importation illégale aux frontières de l'UE. Outre une augmentation constante des mouvements d'animaux et des importations de viande et de produits à base de viande dans l'UE, les importations illégales augmentent et s'avèrent difficiles à contrôler confirme l'Agence. L'incitation « au profit et la demande d'aliments ethniques et exotiques difficiles à se procurer en UE constituent des motivations supplémentaires d'importations illégales ». L'augmentation des voyages en provenance de zones endémiques accroît le nombre d'importations illégales et à risque de viande et de produits à base de viande transportés dans les bagages des passagers qui traversent les frontières de l'UE [Sur la base des saisies pratiquées aux postes frontaliers de l'UE, on estime qu'entre 1 et 5 % des voyageurs introduisent une moyenne de 5 kg de divers produits d'origine animale. Un grand nombre d'entre eux proviennent de zones où la fièvre aphteuse est endémique] »[11]. 
À titre d'exemple, la douane de l'aéroport d'Amsterdam-Schiphol s'est équipée en 2007 de deux chiens chargés de détecter dans les bagages et paquets venant de zones à risque des viandes, œufs susceptibles de contenir le H5N1, comme le faisait déjà en Europe la République tchèque. La douane néerlandaise avait début juillet déjà confisqué 1.626 kilos de viande de volaille conditionnée, 203 kilos de viande de volaille crue et 245 œufs[12].
- Concernant les NAC (nouveaux animaux de compagnie), leur importation frauduleuse est déjà sources de redoutables infections à arénavirus, filovirus ou hantavirus. Ce sont des dizaines de millions d'insectes, grenouilles, reptiles, oiseaux et autres animaux, souvent braconnés dans les jungles ou territoires reculés, parfois avec la complicité voire sous la menace de militaires, qui circulent ainsi pour être vendus dans le monde chaque année.

### Augmentation du volume du réservoir d'animaux à risque?
1. Si l’on estime que les animaux issus de l’élevage industriel sont la 1re source ou même la seconde source de risque, alors la situation a radicalement changé depuis un siècle et même depuis la dernière pandémie. À titre d’exemple, lors de la dernière pandémie (1968-1969), on estime que la Chine hébergeait environ 12 millions de poulets. Elle en compte aujourd’hui plus de 15 milliards, ou 14,3 milliards en 2005 selon le Gouvernement chinois (plus de 1000 fois plus en un peu plus de 30 ans) et dans le même temps, les échanges internationaux ont été fortement multipliés et accélérés. La science vétérinaire a fait de gros progrès, mais les pathogènes, comme chez l'homme développent également des résistances aux antibiotiques.
2. Il semble que les élevages de canards et d'oies puissent abriter des porteurs asymptomatiques. Le 29 octobre 2007, à la suite de la détection confirmée[13] du H5N1 dans des élevages de canetons allemands, la FAO a alerté l'Union européenne sur le fait que le H5N1 pourrait déjà dans certaines zones de l'Europe être asymptomatiquement présent chez des canards et oies domestiques. Ces animaux en bonne santé apparente pourraient transmettre le virus aux poulets chez lesquels le virus est mortel. La FAO craint que l’UE ne devienne la troisième zone mondiale de présence endémique du virus.
Le risque serait plus grand d'une persistance du virus et de foyer de H5N1 aviaires dans les zones de l’UE où des populations importantes de canards et d'oies domestiques vivent. C'est le cas par exemple autour de la mer Noire (20 millions environ de canards sont élevés rien qu'en Ukraine, et quatre millions de canards et quatre millions d'oies domestiques sont élevées en Roumanie et dans le delta du Danube (ce sont des densités comparables à celles des zones asiatiques où le H5N1 persiste et circule chez les poulets précise la FAO).

Joseph Domenech (vétérinaire en chef à la FAO) exhorte l'UE à « se préparer à affronter de nouvelles vagues de foyers de grippe aviaire, très probablement de l'est vers l'ouest, si le virus réussit à se maintenir tout au long de l'année chez les oiseaux aquatiques en élevages. »
La FAO estime qu'il faut revoir les stratégies d'évaluation et de gestion du risque, de surveillance et de recherche du virus, selon M. Domenech. La surveillance du H5N1 ne doit pas être limitée aux seuls poulets.

### Augmentation du déplacement des chasseurs
Certains pays comme l'Allemagne ont estimé dès 2005 que si l'hypothèse d'un ou plusieurs réservoirs animaux s'avère pour le virus A H5N1 HP, les chasseurs pourraient être des sujets plus exposés (surtout les chasseurs de gibier d'eau), mais on a vu que les félins et beaucoup d'autres espèces pourraient être touchés par le H5N1).
Les chasseurs sont de moins en moins nombreux dans les pays occidentaux, mais nombre d'entre eux chassent de plus en plus loin de leur domicile et de plus en plus hors des frontières de leurs pays, voire de leur continent (1 465 000 chasseurs en France répartis en 70 000 associations selon leur fédération nationale). Idem pour les pêcheurs qui même s'ils ont moins de risques de contacts directs avec le virus fréquentent des zones à risques.

### Importance croissante des facteurs environnementaux
La vitesse de régression de la biodiversité et des habitats naturels n'a pas d'équivalents dans le passé de l'humanité ni depuis plusieurs dizaines de millions d'années. Il est devenu évident que l'empreinte des activités humaines transforme rapidement la répartition et les caractéristiques génétiques des hôtes et vecteurs sauvages, facilitant ainsi la transmission d'agents infectieux.

### Évolution des circulations
- Les hommes et les animaux d'élevages circulent à la fois plus vite et plus loin qu'autrefois.
- Et inversement, bien que ce soit un peu moins vrai pour les oiseaux migrateurs, les derniers animaux sauvages (dont les prédateurs naturels) sont de plus en plus isolés dans les refuges, parcs, réserve ou milieux moins dégradés, ou parfois dans les jardins ou certains milieux de substitutions.
- En effet ces animaux peuvent de moins en moins circuler dans le paysage, à cause de sa fragmentation par les réseaux de transports (autoroutes, TGV et canaux en particulier) et nombre de clôtures, mais aussi par les produits chimiques ou la pollution lumineuse.
- Les grands prédateurs carnivores, qui dans la nature éliminent les animaux malades sont particulièrement touchés, car ils ont besoin de vastes territoires pour survivre. De plus des rapaces, félins, canidés et autres carnivores se sont montrés sensibles au variant H5N1 HP.
- À cause de la fragmentation écologique du paysage et des écosystèmes, les petits ou grands migrateurs non-volants peuvent de moins en moins migrer pour assurer leur cycle de vie. Or l'itinérance et la migration ont probablement une fonction vitale dans la coévolution des espèces avec leur environnement, via la colonisation ou recolonisation de territoires et le brassage génétique gage d'adaptation et d'évolution. 
La migration a aussi un intérêt sanitaire ; outre qu'elle permet aux espèces migratrices de mieux bénéficier des zones climatiques et de la variété des nourritures et habitats, sans trop s'offrir aux prédateurs, elle permet de ne pas vivre sur un même espace, sans cesse confronté aux microbes et aux parasites les plus adaptés à l'espèce, ce qui présente bien des avantages du point de vue sanitaire.

La fragmentation anthropique des habitats naturels induit des déséquilibres écologiques et sanitaires croissants et graves. Ainsi a-t-on récemment montré en Amérique du Nord que la fréquence des tiques et leur degré d'infestation par la maladie de Lyme étaient liés au degré de fragmentation des forêts et à la taille des fragments. La souris à patte blanche est favorisée, ainsi que les tiques et le spirochète dans une parcelle petite et isolée, alors que le renard, dernier prédateur des souris est lui, défavorisé. Il a besoin de grandes parcelles interconnectées. La Fragmentation et la pénétration des forêts semble avoir déclenché ou favorisé la diffusion de virus de type Ebola, SIDA et d'autres virus ou pathogènes dits « émergents ».

### Accélération des transports de viandes et d'œufs
La viande et les abats d'un oiseau infecté par le virus peut contenir le virus (Swayne and Beck Av Dis 2005). Les œufs non cuits à cœur peuvent aussi véhiculer des virus grippaux. Le virus résiste à la congélation et au froid.
Les pays riches consomment beaucoup plus de viande qu'au siècle dernier. La mondialisation a fait exploser les flux de viandes, de plus l'élevage s'est spécialisé, des industriels produisent des poussins en couveuse en Chine et dans quelques pays et les diffusent quotidiennement dans le monde entier.
Un échantillon d'un gramme de muscle ou d'œuf suffit à faire des analyses rapides (qui ne détectent que la présence d'un virus H5), mais celles-ci nécessitent des moyens techniques et financiers, et un délai incompressible (comprenant le temps de transport des échantillons). Ces contraintes sont jugées incompatibles par exemple avec le transport aérien des poussins d'un jour, qui sont commandés jusqu'à trois mois avant leur livraison, et qui bénéficient de dérogation pour des contrôles vétérinaires adaptés (les poussins envoyés par dizaines de milliers chaque jour sont fragiles et ne peuvent attendre).

### Augmentation de la durée de stockage de certaines denrées
À cause de la congélation, les virus, toxines ou germes qui résistent au froid peuvent persister et se manifester des mois, voire années après, à grande distance de leur point d'origine parfois.

### Densité croissante et interconnexion exponentielle des réseaux de transports
Le Japon, l'Europe de l'Ouest, l'Est des États-Unis ont des réseaux de transports denses et maillés. La France et sa région nord ont un des réseaux routiers et connecté avec un réseau ferré et de canaux parmi les plus denses, rapides, maillés et interconnectés au monde, alors que le contrôle aux frontières intérieures de l'Europe est devenu difficile voire impossible.
Et Paris est la ville aéroportuaire la plus interconnectée au monde ! Une étude conduite par Luis Amaral s'est inspirée des systèmes d'interactions génétiques et des méthodes d'analyse de réseaux complexes (type Internet) pour étudier le réseau topologique aérien mondial à partir de l'analyse de 531 574 vols de 800 compagnies aériennes effectués avant le 7 novembre 2000 (depuis l'augmentation annuelle des voyages approche souvent les 10 % par an). Ces vols ont concerné 3 663 villes aéroportuaires.
- En moyenne, de 4,4 vols suffisent pour relier entre elles n'importe quelles de ces 3 663 villes.
- Et c'est Paris qui est le centre mondial du réseau aérien (c'est-à-dire qui assure le plus grand nombre de correspondances entre 2 vols) devant New York, Singapour et Anchorage (Alaska), qui sert d'escale pour de nombreux vols internationaux et nord-américains.
- En outre Paris a des vols directs vers 250 villes dans le monde, devant Londres (242 villes), Francfort (237) et Amsterdam (192).
- La modélisation montre que le voyage additionnant le plus d'étapes n'en demande que quinze pour relier Wasu (Papouasie-Nouvelle-Guinée) à Mont Pleasant (îles Falkland).
- (les données ayant servi à établir les chiffres ci-dessus ont six ans, et si la configuration du réseau a très peu changé depuis, le nombre de vols et de passagers a beaucoup augmenté).
- Ce type d'étude peut aider à modéliser la vitesse et le degré d'extension d'une épidémie type SRAS ou éventuel variant humain de la grippe aviaire.

En raison du passé colonial de la France, de nombreux vols joignent Paris, Londres et Bruxelles à des zones à risque pandémique : Afrique et Asie du Sud-Est, dont le Viêt Nam à partir de Paris (un des pays le plus touchés par la grippe aviaire ).
À ceci, il faut ajouter un contexte de recul accéléré de la biodiversité et de modifications climatiques qui facilitent un développement presque exponentiel des flux d'espèces dont une partie deviennent invasives. On estime généralement qu'environ 1 % des espèces introduites qui s'adaptent aux conditions locales ont un potentiel invasif susceptible de poser de graves problèmes écologiques ou sanitaire (via la perturbation d'équilibres écologiques, la disparition d'espèces clefs, l'extension de zoonoses ou de maladies émergentes humaines (grippe aviaire via le poulet, le canard et autres volailles d'élevage.

### Spécialisation et intensification agricole
Elles rendent très vulnérables certaines régions (par exemple en France, les Régions Bretagne et Pays de la Loire concentrent les 2/3 de la production française avicole, suivi par le Nord de la France, et certaines régions belges ou néerlandaises où l'élevage industriel du porc et de la volaille posent aussi des problèmes environnementaux, notamment pour la gestion des excréments animaux.
L'UE produit onze millions de tonnes par an de viande de volaille, et en exporte un million de tonnes par an.
- La France est le premier producteur européen de volailles, avec : 
  - 920 millions en 2004 toutes espèces confondues (soit 14 volailles par habitant et par an) ;
  - 16,5 milliards d'œufs par an.

Remarque : avec 61,7 millions d'habitants au 1er janvier 2004, la France est aussi avec 16 % de la population européenne au 2e rang des pays européens les plus peuplés, derrière l'Allemagne (82,5 millions) et devant le Royaume-Uni (59,5 millions). C'est un facteur de risque supplémentaire pour une possible pandémie.
La filière dinde (la dinde est l'animal le plus sensible à la grippe aviaire) s'est développée en France depuis les années 1970 pour atteindre un tiers de la production de la filière volaille, et finalement régresser en 2004 (cf. baisse des commandes allemandes notamment).
En 2004, 64 abattoirs abattaient 80 % de la production.
En septembre 1998, les douzièmes rencontres européennes sur la grippe et sa prévention concluaient déjà : « Avec ses 12 millions de porcs, ses 500 millions de poulets, ses 10 millions de canards — et ses 3 millions d'habitants », la Bretagne française réunit toutes les conditions pour donner naissance à un nouveau virus grippal, qui pourrait être aussi dangereux que celui de la grippe espagnole. La Bretagne a joué la carte de l'élevage le plus intensif sur un sol relativement pauvre et restreint (27 000 km2), « ce qui en fait une niche écologique idéale pour l'émergence d'un tel virus » (comme elle l'a été pour la diffusion du prion pathogène).
Les DSV (Directions des Services Vétérinaires) en France ont-elles les moyens de surveiller 8 000 élevages industriels de porcs et 5 000 grandes exploitations avicoles ?
À titre d'exemple concernant le gigantisme de certains projets : ce sont un million de pondeuses, qu'un seul éleveur voulait élever en Belgique près de la frontière franco-belge dans une unité qui doit produire plusieurs dizaines de milliers de tonnes de fientes par an, nécessitant 3 294 hectares (32,94 km2) de prairies pour épandage. http://www.gaia.be/fr/rapport/chapelle.html
En Bretagne, ce sont six incinérateurs qui étaient prévus pour brûler 60 000 t/an de fientes de poules. Or, en France en 2005, il n'y avait que 300 vétérinaires spécialisés dans les productions alimentaires (sur 14 000) et la désertification rurale peut rendre plus difficile le suivi des cheptels par les vétérinaires. Ce problème a été jugé « extrêmement inquiétant » par le rapport public sur les épidémies de Marie-Christine Blandin et J. P. Door. En plus des élevages fermés, en 2005, de 8 000 à 10 000 éleveurs français élevaient des volailles en plein air.
L'autosurveillance seule n'est pas suffisante pour se préserver de risques de ce type.
La Confédération française d'aviculture (CFA) se voulait rassurante en 2005, se déclarant sereine sur les risques de contamination des volailles d'élevage par les oiseaux migrateurs, estimant qu'il n'y avait pas de raison pour le moment d'enfermer les volailles, bien qu'admettant les recommandations des pouvoirs publics qui par exemple grâce à une surveillance performante avait permis de juguler la maladie de Newcastle déclarée dans un élevage de faisans et de perdrix de la Loire-Atlantique fin juillet 2005. Pourtant en février 2006, c'est presque simultanément que deux canards sauvages et un élevage de dindes étaient touchés par le H5N1 dans l'Ain (Centre-Est de la France).
En France, l'un des pays où la chasse est la plus pratiquée, les éleveurs de « gibier à plume » sont nombreux et ont la particularité concernant les canards de souvent pratiquer une fin d'élevage en semi-liberté sur des plans d'eau. Plus d'un million de ces canards sont annuellement relâchés pour que les chasseurs puissent les tirer, pratiquement sans contrôle sanitaires alertait la LPO (Ligue pour la protection des oiseaux) en 2005, alors qu'il était déjà admis que le canard peut être porteur asymptomatique, y compris dans les élevages européens, comme cela a été confirmé en octobre 2007 par la FAO. L'utilisation importante d'appelants pour la chasse est également une spécificité française.

### Difficulté à prendre en compte les porteurs asymptomatiques
En 2005, dans son évaluation du risque pandémique, l'OMS reconnaît que sachant que les canards (domestiques notamment) peuvent excréter de grandes quantités de virus létaux sans manifester de signes apparents de maladie susceptible d'attirer l'attention, il devient difficile de conseiller les ruraux sur la façon d'éviter l'exposition pour eux ou leurs volailles.

### Gestion inadéquate, voire irresponsable des déchets à risque
Quand les excréments ne sont pas compostés ou n'ont pas été préalablement méthanisés, ils conservent un certain temps de nombreux pathogènes. Or des fientes de poules ou des lisiers de porc et parfois des excrétas humains (urines et excréments), sont souvent et efficacement utilisés comme engrais, sans traitement désinfectants.
Et depuis l’industrialisation de l’aviculture, des matières fécales sont parfois massivement exportées d'une région à l'autre, voire d'un pays à l'autre. Par exemple : Des poulaillers industriels belges achètent des terres dans d'autres pays car il ne reste plus de terre disponibles pour les plans d'épandage en Belgique).
Or, le virus actif est encore potentiellement présent dans les écoulements des fientes d'un fumier de poulailler après plus de cent jours selon l'OIE (qui s'appuie sur une étude américaine). Par ailleurs, à cause du temps d'incubation et du délai nécessaire à la détection et confirmation du virus, des fientes ou lisiers déjà contaminées peuvent être exportées avant l'expression et confirmation des symptômes chez l'animal qui les a produit, et avant la confirmation de la maladie. Dans certains pays il est encore courant de volontairement massivement jeter des fientes de volailles ou pigeons ou du lisier dans les bassin et étangs piscicoles pour engraisser le poisson.
Ces pratiques décrites en Chine dès 473 av. J.-C. seraient nées Asie du sud où elles sont encore pratiquées, notamment en Asie du Sud-Est, dans les régions où le H5N1 HP a massivement émergé. Des pisciculteurs d’Europe orientale utilisent aussi ce type d’engrais.
Des ornithologues et vétérinaires craignent que ce type de pratiques d’enrichissement des piscicultures soient vectrices du H5N1 dans les régions infectées ou dans les régions qui auraient importé des matières à risque.
Samuel Jutzi (directeur de la santé et de la production animale à la FAO) n’exclut pas « une voie de transmission du virus à la faune sauvage par ce biais » mais sans certitude, faute d’étude.
Pour Jérôme Lazard, chef de l'unité de recherche sur l'aquaculture du CIRAD (Centre international de recherche pour l'agronomie et le développement), avec les précautions qui s’imposent, cela reste « le moyen le moins coûteux de production de protéines animales » et peut constituer « un élément essentiel de sécurité alimentaire ».
Dans un avis public daté de 2005, pour prévenir le risque d'extension de la zoonose à l'Union Européenne, l'AESA a écrit : « Les matières fécales de la volaille et la litière sont désignées comme étant des causes importantes de propagation des formes LPAI (faiblement pathogènes) et HPAI (hautement pathogènes) du virus. » Son groupe scientifique recommande que le commerce des matières fécales aviaires et de la litière comme fumier soit limité à des fumiers correctement traités pour y éliminer tout virus de grippe aviaire. (Idem pour les plumes et duvets qui entreraient ou circuleraient dans l'UE, susceptibles d’avoir été contaminés par les matières fécales ou lors du toilettage des oiseaux.
La FAO recommande en mars 2006 recommande de ne plus se servir du guano et des fumiers animaux dans l‘alimentation animale dans les pays touchés « ou risquant de l'être » par le H5N1. « Dans tous les cas, les déjections et le fumier de volaille doivent être soumis à un contrôle rigoureux » (…) « Il faut empêcher toute fuite vers les cours d'eau. »
Remarque : la nouvelle décision de la commission européenne du 11 août 2006 interdit dans les « zones de contrôle » (autour des nouveaux foyers, dans un rayon de 3 km au moins) « le transport ou l’épandage de lisier non transformé provenant d’exploitations de volailles ou d’autres oiseaux captifs situées dans la zone de contrôle, à l’exclusion du transport en vue d’un traitement conformément au règlement (CE) no 1774/2002 »; de même pour « l’expédition vers d’autres États membres et des pays tiers de sous-produits animaux d’origine aviaire issus de volailles ou autres oiseaux captifs ou de gibier à plumes sauvage provenant de la zone de contrôle ».

### Éveil de l'Asie du Sud-est
La Chine et plus généralement l'Asie du Sud-est bouleversent leur environnement déjà malmené à échelle continentale et mondiale à un rythme jamais vu. Les transports motorisés s'y développent très vite, et elles accueillent de nouvelles activités (dont production de poussins ou canetons d'un jour exportés dans de nombreux pays) :
1. Les transports d'œufs, de poussins, oisons ou canetons, de (viande de) volaille et de porcs ou de sous-produits peuvent véhiculer le virus. Les Chinois sont 22 % de la population mondiale. En 2004, ils ont mangé 19 % des poulets élevés dans le monde, et 51 % de toute la viande de porc. En 2003, on a ouvert en Chine 8 000 grands magasins et hypermarchés) ;
2. Le tourisme chinois, notamment aéroporté a explosé. En 1990, la Muraille de Chine a reçu 1,7 million de visiteurs chinois. En 2004, ils étaient 23 millions, et 20 millions de touristes chinois ont pris des vacances à l'étranger en 2004.

Or, les analyses phylogénétiques des virus grippaux laissent penser que l'Asie pourrait être la zone d'origine probable de toutes ou presque toutes les pandémies de grippe (à vérifier).

### Recul de l'autosubsistance
L'autosubsistance diminue au profit d'une dépendance croissante aux réseaux mondiaux agroalimentaires-supermarchés et aux réseaux de transports et d'énergie (favorisé par la non-internalisation des coûts socio-environnementaux des transports, la moindre taxation des carburants, etc.). Dans son livre La Peste, Albert Camus décrit une vie quotidienne bouleversée par l'épidémie, mais à cette époque les moyens d'autosubsistance et de solidarité ville-campagne étaient plus nombreux, de même qu'en 1918. Les urbains d'aujourd'hui sont souvent dépendant du frigo, du congélateur et n'ont que rarement accès à un puits ou potager s'il leur fallait subsister sans les commerces.

### Volaille et autosubsistance
La volaille reste une base essentielle (et intéressante) de l'autosubsistance et ce, dans de nombreuses régions touchées, selon l'OMS, 50 à 80 % des élevages de volailles sont modestes et familiaux, d'autosubsistance. Ils apportent 30 % de l'apport protéique. La poule pond abondamment. C'est l'animal qui a le meilleur taux de conversion végétal-viande. Le poulailler du pauvre est aussi une « assurance » permettant d'obtenir un peu d'argent en cas de problème.
En Asie en 2005, plus de 120 millions d'oiseaux sont morts ou ont été abattus en 3 mois (plus que pour toutes les flambées dans le monde depuis 40 ans). Des millions de volailles ont été sacrifiées dans l'urgence, sans précaution quant à la conservation d'une diversité génétique essentielle pour que le cheptel mondial de volaille résiste justement aux pathogènes nombreux qui le menacent. À cet égard, les basses-cours familiales sont souvent plus riches que les élevages industriels.

### Environnement de plus en plus mutagène?
Depuis plusieurs décennies, les experts craignent l'émergence d'un virus grippal HxNx humanisé, c’est-à-dire présentant les caractéristiques d’un virus pandémique à la suite d'une recombinaison ou à une mutation. Depuis 2003, on craint surtout l’émergence d’un variant humanisé du H5N1 ou d'un virus recombiné avec celui-ci.

Or :
- les agents mutagènes artificiels, qu’ils soient chimiques ou radiologiques, avérés ou potentiels sont en forte augmentation dans notre environnement depuis un peu plus d’un siècle ;
- le ruissellement sur les sols et le lessivage de l’air par les pluies entraînent inéluctablement de tels agents (mutagènes) vers les zones humides, les sédiments et les estuaires où justement se nourrissent et vivent les oiseaux d’eau. Ensuite, certains de ces polluants finiront dans les écosystèmes arctiques et paléarctiques où ils peuvent être bioaccumulés, là où de nombreux oiseaux vont passer l’été ;
- l’impact de ces produits sur les virus est mal connu et peu étudié ;
- ce n’est encore qu’une hypothèse concernant l’ARN et l’ADN viral mais on peut légitimement craindre que certains agents mutagènes puissent contribuer à augmenter le risque de mutation chez les virus, notamment les virus à ARN, tel que les virus grippaux qui corrigent mal les erreurs de duplication du génome ;
- les agents mutagènes agissent souvent à très faible dose, et « au hasard ». Mais ils engendrent des types particuliers de mutations, correspondant aux lieux et à la nature des dégâts qu’ils peuvent faire dans le génome. Ces dégâts différeront selon la longueur d'onde et selon le mode et la durée d’exposition dans le cas du rayonnement électromagnétique (du rayon gamma aux micro-ondes en passant par les rayons X et rayons UV). 
Dans le cas des agents chimiques, ils varieront en fonction de l’exposition et des caractéristiques physicochimiques de ces agents. Ces agents pourront être des analogues de nucléotides (bromo-uracile par exemple), des agents désaminants (acide nitreux par exemple), des agents alkylants (nitrosoguanidine par exemple ou encore de l’acridine permettant des mini-insertions (frameshift) ;
- des études nombreuses ont porté sur les mutations de l’ADN, utilisées notamment pour produire des OGM. Ils semblent avoir été peu étudiés concernant leurs effets sur l’ARN, en tous cas par la recherche publique et publiée ;
- à titre d’exemples et concernant les virus grippaux, quelques produits mériteraient, par précaution, d’être étudiés de ce point de vue :
  - l’ypérite, toxique de combat abondamment utilisé durant la Première Guerre mondiale (1914-1918), au moment de l’apparition du H1N1 hautement pathogène responsable de la pandémie mondiale de 1918-19, est un agent cancérigène et peut-être mutagène, comme le sont probablement d’autres gaz de combat ;
  - la radioactivité :
    - des flux Est-Ouest et Nord-Sud de canards migrateurs potentiellement porteurs de H5N1 survolent tous les ans depuis 20 ans les zones de retombées de Tchernobyl, où des populations importantes d’oiseaux migrateurs se sont également reconstituées depuis le recul des activités humaines. La radioactivité a des effets mutagènes avérés sur l’ADN, et probablement sur l’ARN. Les radionucléides dispersés lors de la catastrophe de Tchernobyl ou dans les années 1950-60 par les essais nucléaires atmosphériques ou par les usines de retraitement de combustible nucléaire peuvent être transportés et reconcentrés dans les écosystèmes par des voies encore mal comprises, avec des impacts différés que l’on appréhende encore très mal,
    - des flux d'oiseaux migrateurs sur des axes Nord-Sud existent aussi, plus importants encore, le long des littoraux et estuaires pollués des côtes Ouest et Nord de l’Europe et le long des côtes Est de l’Asie ou des littoraux des Amériques. Un autre corridor de migration pouvant subir de tels impacts est celui qui traverse la Chine en son milieu par le lac Chingai. La zone du lac Chingai est aussi une ancienne zone de construction de bombes atomiques par la Chine, et c’est aussi là qu’a été détecté le plus grand nombre d’oiseaux sauvages décimés par le H5N1 en Chine ;

  - le rayonnement ultraviolet : il augmente à la suite de la réduction de la couche d'ozone par certains polluants. 
Or les UV peuvent contribuer aux mutations, même si par ailleurs ils sont aussi un facteur de destruction ou d'inactivation des virus qui y sont exposés,
  - alors que les nanoparticules commencent à être utilisées par l’industrie, sans études d’impact sérieuses, le nombre d’agents chimiques non testés avant leur mise sur le marché pour leur éventuel caractère mutagène a été et reste très élevé. Et la directive européenne Reach ou d’autres règlements ne prennent pas ou peu en compte les effets possibles sur les pathogènes infectieux (dont les prions ou le virus). On se limite souvent à étudier la toxicité directe des produits sur l'homme ou l'animal, et sans étudier les effets des faibles doses ou les effets synergiques.

### Manque de moyens
Les moyens sont organisationnels, humains (compétence, formation continue, disponibilité), techniques, et financiers. Ils peuvent être plus ou moins partagés. Ils concernent tant les infrastructures pérennes ou provisoires que les consommables (gants, tenues, masques, médicaments, vaccins…).
Dans de nombreux pays, les infrastructures vétérinaires et/ou sanitaires sont sous-dimensionnées, défaillantes ou absentes. Dans les pays riches, le nombre de lits et d'hôpitaux s'est parfois réduit ou a été réduit au minimum pour des raisons économiques alors même que la population vieillit et que les cancers, maladies cardiovasculaires et autres maladies liées à l'âge où à l'environnement augmentent.
- Exemple : En France, l'Association des médecins urgentistes hospitaliers de France (AMUF) alerte depuis 2001 quant à la diminution des moyens relatifs des urgences, notamment en période estivale (où une pandémie pourrait très bien démarrer transportée par les flux de vacanciers). On ferme des lits hospitaliers et on regroupe les établissements alors que la population est de plus en plus médicalisée, et qu'elle vieillit et augmente encore. En 2001, l'association dénonçait les fermetures d'été de plus en plus importantes. Selon elle, la période estivale est souvent utilisée pour compresser les budgets et fermer un maximum de lit.

Pour mieux répondre à un afflux de malades en gestion de crise (dont canicule), des experts, dont le Dr. Patrick Pelloux de l'AMUF estiment qu'il faudrait créer des unités mobiles plutôt que de recréer en urgence des lits hospitaliers fixes. (http://www.assemblee-nationale.fr/12/rap-info/i1091-t1-4.asp)
Plusieurs experts s'étonnaient que dans la plupart des pays européens, en novembre 2005, alors que le niveau de risque augmentait depuis 2003, il ne semblait toujours pas y avoir de préparation effective des étudiants du secteur médical et paramédical qui pourraient être appelés en renfort en cas de pandémie.
En cas de pandémie, certains matériels d'importance vitale — d'assistance respiratoire notamment — pourraient manquer.
On a vu en 2005 et 2006 la difficulté qu'il y a à se procurer des stocks importants de masques, gants…

### La loi peut freiner les réactions contre une pandémie ou devenir liberticide
La notion d'urgence absolue sanitaire devrait être préparée et précisée par exemple pour que des actions puissent être immédiatement lancées par les pouvoirs publics et collectivités en dérogation aux longues procédure d'appel d'offre, voire aux règles de l'OMC sur les brevets, comme cela est permis par les textes.
Ces aspects sont évoqués — mais non précisés — dans les références juridiques du plan français mis à jour le 6 janvier 2006.
Des pays ont aussi été freinés dans leurs envois postaux d'échantillons à analyser, dont l'Irak en février 2006 pour deux échantillons qui ont concerné des humains morts du H5N1. Des situations locales de guerre, guerre civile, et le classement international particulier du virus au regard du risque terroriste ont plusieurs fois posé problème. Un vrai réseau spécial de prise en charge d'échantillons est-il prêt dans les pays pauvres notamment ?
De même que la censure militaire a bloqué puis freiné l'information sur la pandémie naissante en 1918, il a été reproché à plusieurs pays en 2003 d'avoir voulu cacher les faits qui suggéraient ou démontraient un début de zoonose puis de possibles cas humains, pour notamment protéger leur image, le tourisme ou leur économie avicole.

### Possibles synergie avec une autre pandémie: le SIDA
Malgré les progrès médicaux, le VIH progresse, avec un variant résistant à la trithérapie, alertait l'Onusida mi 2005. Or le virus VIH, par la baisse de l'immunité qu'il produit pourrait faciliter la pandémie grippale. Le nombre de morts par SIDA dans les 25 prochaines années dépassera celui de la peste noire au XIVe siècle (34 millions de morts), et peut-être celui de la grippe espagnole de 1918 (30 à 100 millions de morts).
Les jeunes filles de 15 à 24 ans sont deux fois plus souvent contaminées par le VIH que les jeunes hommes, notamment à la suite des viols dont la fréquence et l’impunité relative sont préoccupantes dans certains pays. En Afrique subsaharienne, très affectée, seule 1 femme sur 5 sait comment prévenir la maladie. 6 millions de personnes vivent avec le VIH sans accès à aucun traitement. 20 milliards USD devraient être consacrés par an à ce problème, en luttant aussi contre les inégalités entre sexes, le statut inférieur des femmes, l’homophobie et la stigmatisation et la discrimination liées au Sida, qui contribuent à propager l’épidémie rappelle l’ONU.

## Situation en 2005-2006: points communs et différences avec l'émergence des 3 pandémies grippales précédentes
Notamment pour les raisons listées ci-dessus, on ne peut pas directement s'inspirer de la pandémie de 1918-1919 pour les scénarios de prévalence du virus dans la population.
En effet, au sortir de la guerre 1914-18, le virus a été diffusé en trois vagues, aux États-Unis via le train notamment, puis vers l'Europe via les navires, avant qu'un nouveau variant du virus ne colonise le monde en quelques semaines via les ports puis les routes, notamment véhiculé par les soldats ramenés au pays par la mer (pas de quarantaine, sauf en Australie).
On imagine généralement que le virus de 1918 a surpris le Monde à une époque où la médecine et les structures de santé étaient incapables d'y faire face, et que les états et les populations n'y étaient pas préparés. Ce n'est pas exactement le cas.
Il faut en effet intégrer dans les analyses rétrospectives qu'en 1918 :
Les États étaient, en raison de l'état de guerre mondiale, presque tous suréquipés en matériel médical d'urgence (de l'époque) dont hôpitaux de campagne :
- la pandémie s'est développée alors qu'un personnel médical, des médecins, des décideurs et la population venaient d'être formés durant 2 à 4 ans (selon les pays) à une gestion réelle, de terrain et permanente de guerre, équivalent à une crise mondiale sans équivalent depuis les épidémies de peste ;
- jamais la médecine d'urgence n'avait été si développée et entraînée : 14-18 fut une guerre « totale », environ trente fois plus meurtrière par unité de temps que les guerres du siècle précédent ; deux fois plus de morts directs en quatre ans que dans le total des conflits des 120 années précédentes ! (en ne comptant que les victimes directes, soit près de 9 millions de morts au combat, c'est-à-dire en moyenne 900 tués par jour rien que pour le front français et 1 300 du côté allemand, et bien plus de blessés et victimes des gaz toxiques. Environ 40 % des soldats français ont été blessés une ou plusieurs fois entre 1914 et 1918 ! 500 000 morts rien qu'à Verdun en quelques mois !

Cette guerre industrielle a également fortement affecté les populations civiles, elle a fait naître et concrètement éprouver de nouvelles formes de médecine d'urgence. Les progrès de l'hygiène, la stérilisation des outils ainsi que des consommables et des vêtements, comme l'usage plus systématique des désinfectants ont permis de juguler les flambées de gangrènes et d'infection dès les premiers mois de guerre alors que les conditions de promiscuité et la nature des blessures et affections (contexte des tranchées et séquelles des gaz de combat) n'avaient jamais été aussi favorables à la diffusion de nombreuses épidémies, du tétanos ou de la gangrène.
Certes, il y a 90 ans, les médecins ne disposaient pas de nos antibiotiques, mais :
- ceux-ci sont inefficaces contre les virus ;
- on sait maintenant qu'en 1918-19, la pneumopathie qui tuait les grippés était d'abord virale et que d'autres organes étaient touchés comme avec le H5N1 HP aujourd'hui ;
- même si la pneumonie induite par un futur virus pandémique est due à une surinfection bactérienne susceptibles d'être combattue par des antibiotiques, l'usage abusif des antibiotiques depuis 50 ans a fait que de nombreux microbes responsables d'éventuelles surinfections sont aujourd'hui devenus résistants ou multi-résistants aux antibiotiques, voir à une ou plusieurs familles d'antibiotiques. Une pandémie contre laquelle on généraliserait l'usage préventif des antibiotiques risque d'encore augmenter l'antibiorésistance.

En 1918, les États ont généralement très vite imposé des mesures exceptionnelles, souvent bien accepté par la population qui n'a pas paniqué dans la plupart des cas. Par exemple, au Canada où la grippe arrive en octobre 1918, le service d'hygiène s'organise très vite et impose rapidement la fermeture des écoles, des cinémas, des théâtres et de tous lieux publics. Néanmoins, l'épidémie a fait de nombreux morts : les chariots passaient la nuit ramasser les corps et les conduire au cimetière. Le glas sonnait presque jour et nuit, et plusieurs mois après la dernière des 3 vagues, à la moindre rumeur de grippe on craignaient une nouvelle vague grippale. Du 10 au 20 octobre 1918, la grippe ne fera « que » 500 morts à Québec (3 500 à Montréal) mais ailleurs le pourcentage de la population tuée par le virus sera parfois bien plus élevé. En quelques jours l'hôpital civique de Québec a été débordé, mais le Bureau de santé a pu rapidement ouvrir des hôpitaux temporaires dans plusieurs quartiers de la ville de Québec.
Le H1N1 laissera 13 000 morts au Québec en un an, et en tout plus de 400 000 Américains et près de 43 000 Canadiens y succomberont.
La grippe en vingt mois (1918–1919) a tué bien plus de gens dans la force de l'âge que la guerre mondiale.
Aussi, les milliers de travailleurs chinois appelés pour aider les alliés en France ont payé un lourd tribut à la grippe espagnole. Ils étaient mal payés, mal nourris et mal protégés du froid, des gaz, des toxiques de guerre et des cadavres qu'ils étaient chargés de retrouver, transporter et enterrer. 

On peut supposer qu'ils étaient plus exposés ou vulnérables aux maladies de par leur pauvreté ou conditions de travail, mais on notera que leur origine asiatique ne semble pas leur avoir conféré une immunité particulière au virus de 1918.
À cette époque l'hygiène était en plein progrès dans les idées (Elle est plutôt en relatif recul aujourd'hui, alors qu'un contexte de nosocomialité devrait inciter à plus de précautions) : La très forte chute de la mortalité liée aux épidémies, au cours du XXe siècle, résulte d'abord de l'amélioration de l'hygiène qui, pour bon nombre de scientifiques, a eu un impact global supérieur au progrès médical. Vaccins et antibiotiques ont permis un second recul des maladies, mais les pathogènes ont en quelques décennies développé une grande variété de résistances, alors même qu'une trop grande confiance dans le progrès médical et médicamenteux fait reculer nos pratiques d'hygiène individuelle.
Qui se lave encore systématiquement les mains avant de préparer les aliments et avant de manger ? (y compris dans les maisons de retraite, cantines scolaires et universitaires où il n'y a parfois pas de lavabos disponibles à proximité des réfectoires).
Curieusement l'Allemagne, bien qu'a priori aussi épuisée et ruinée que la France semble avoir été plus tardivement et moins gravement touchée par la grippe espagnole (ou s'agit-il d'un effet de la censure de l'époque ?).
La France voisine semble avoir subi l'impact sanitaire le plus fort (en prévalence et nombre de morts), même si caché par la censure militaire jusqu'en novembre 1918.
L'Australie a également connu un pic de mortalité décalé (parce que dans l'hémisphère sud et/ou grâce aux mesures de quarantaine ?!?)

## Difficultés d'analyse de la migration des oiseaux
On connaît et comprend mal les migrations des oiseaux. Ainsi certaines données russes issues du suivi des bagues d'oiseaux migrateurs n'ont-elles été que tardivement citées, et mal prises en compte, alors qu'elles montrent des flux, est-ouest très nets vers l'Angleterre en particulier, à partir des zones russes touchées en 2005 par H5N1, notamment chez 5 espèces de canards chassés en France. Depuis qu'on utilise des radars, on a montré que les flux d'oiseaux sont plus complexes que ce qu'on pensait, et ce, toute l'année. (cartes de Wetland International)

## Autres réservoirs ou espèces-relais
Le Viêt Nam et d'autres pays asiatiques touchés par le H5N1 et où la grippe aviaire est chronique sont des zones fragiles et sensibles du point de vue de la biodiversité. Elles sont très riches en espèces rares et parfois endémiques.
En Asie du sud est jusqu'en septembre 2005, on s'est focalisé sur la volaille et la santé humaine, sans recherche sur les mammifères de la région, alors que dans d'autres épidémies, les rats notamment sont souvent des vecteurs intermédiaires :
- le 5 septembre, le Docteur Diana Bell, alertait l'opinion sur le fait qu'un nombre important d'espèces sauvages, dont mammifères, pourraient être menacées par la grippe aviaire ;

- les 3 civettes palmistes (Paguma larvata) mortes de la grippe aviaire au Viêt Nam en juin 2005, ce qui repose la question du nombre d'espèces susceptibles d'être touchées et des impacts écologiques larges (le chat qui est sensible à ce nouveau virus ne semblait pas l'être lors des pandémies précédentes) ;
- on n'a pas compris comment ces civettes ont été infectées, car selon le Parc, elles ont été élevées avec 20 autres civettes, non nourries de poulet, dans des cages proches les unes des autres, et les civettes restantes sont restées indemnes. Les tests faits sur le personnel du parc (vivant dans un village où quelques poulets sont morts) n'ont pas montré de contact avec le H5N1.

Ne pourrait-il pas y avoir d'autres espèces maillons de la contamination, qui aurait échappé à notre vigilance ? en particulier des espèces à mucus riche en acide sialique dont on peut penser qu'elles pourraient au moins transporter et diffuser le virus à défaut de le reproduire ? Ne faudrait-il pas par précaution explorer de telles pistes ?